# Venusberg (Drebach)
Venusberg è una frazione del comune tedesco di Drebach, in Sassonia.

## Storia
Il 1º gennaio 1999 al comune di Venusberg venne aggregato il comune di Grießbach.
Venusberg costituì un comune autonomo fino al 1º gennaio 2010.